# Neglasari (Cidaun)
Neglasari is een bestuurslaag in het regentschap Cianjur van de provincie West-Java, Indonesië. Neglasari telt 3379 inwoners (volkstelling 2010).